# Joseph Treffry
Joseph Treffry (Plymouth, 1782-29 de enero de 1850) fue un ingeniero y minero importante en el área de Cornualles (Inglaterra) en la primera mitad del siglo XIX.

## Biografía como empresario

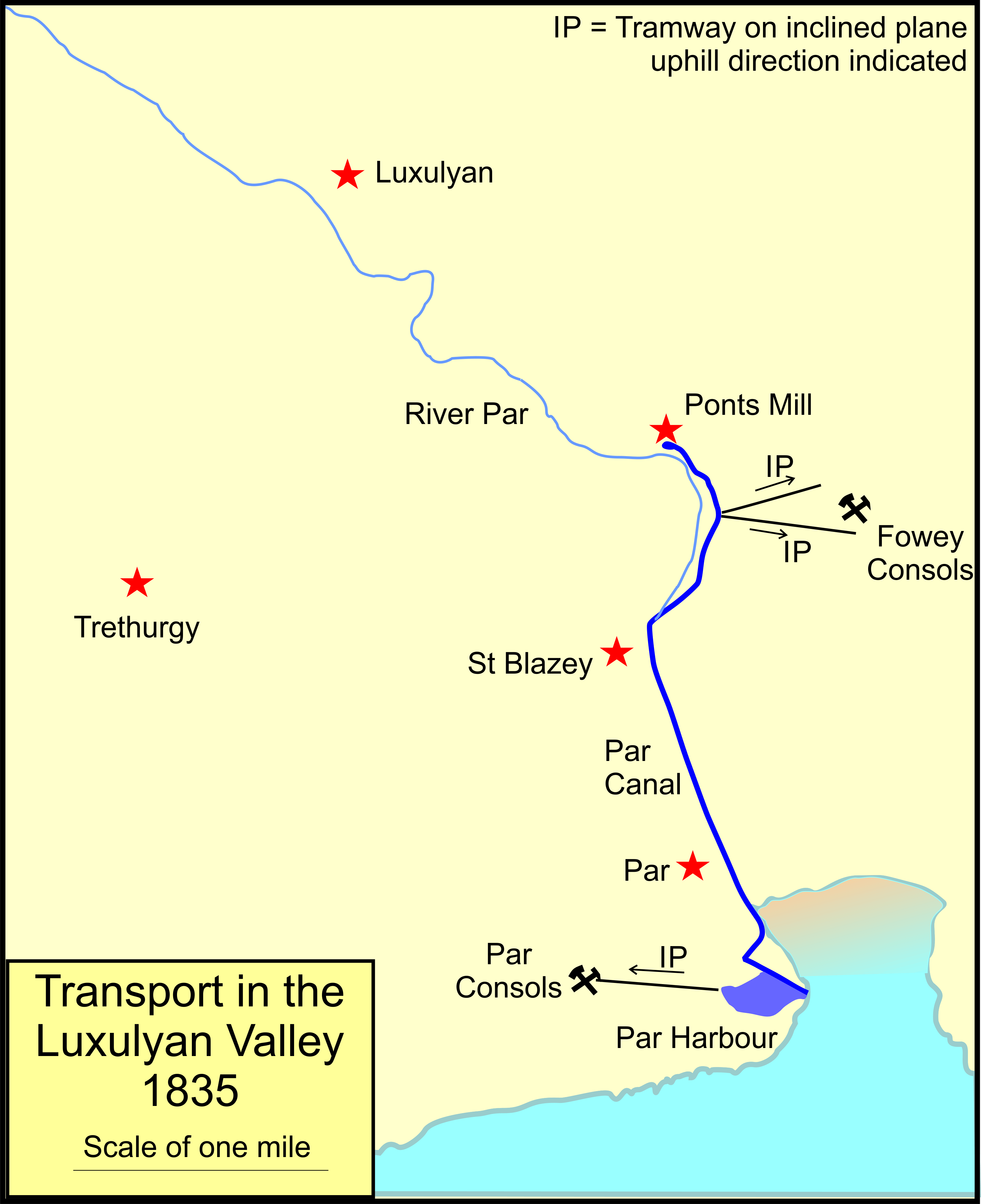
Mapa que muestra el ferrocarril desde la mina hasta Par

Construyó un embarcadero en la localidad de Fowey, a orillas del canal de la Mancha, para que pudieran llegar los barcos y exportar estaño, la mayor fuente de riqueza de la zona. En 1822, se hizo dueños de las dos minas cercanas a Fowey, lo que le convirtió en uno de los empresarios más ricos, con 1860 trabajadores.
Algunos años después, en 1828, construyó otro embarcadero en la vecina localidad de Par, la cual le proporcionó también grandes riquezas, y para lo que necesitó asimismo un ferrocarril desde la mina a la costa, que se encargó de construir hacia 1835.